# Orsinome vorkampiana
Orsinome vorkampiana là một loài nhện trong họ Tetragnathidae.
Loài này thuộc chi Orsinome. Orsinome vorkampiana được Embrik Strand miêu tả năm 1907.